# 鈴木心
鈴木 心（すずき しん、1980年10月24日 - ）は、日本の写真家。福島県郡山市出身。

## 来歴・人物
- 2005年、東京工芸大学芸術学部写真学科を卒業。アマナに勤務後、独立。雑誌、テレビ、映画ポスター、企業広告などの写真制作を手掛け、CM、PVなどの映像制作を手掛ける。2004年より毎日数百枚に及ぶ写真がアップロードされ、自由にダウンロードできる個人ウェブサイトが話題になった。2012年現在でその蓄積は10万枚に及ぶ。
- 2009年、女優の坂井真紀との入籍を発表した[1]。2011年8月、第1子となる女児が誕生。
- 影響を受けた写真家として、畠山直哉、杉本博司を挙げている。
- 東日本大震災の機に、暗室や感光材料などの資材環境にとらわれず制作を継続する事ができるためデジタル主軸に切り替えた。銀閣寺同仁写真部部長。写真のワークショップを積極的に展開する、商業写真家を目指す若手に向けたクライアントをゲスト講師に招くオーディション形式の2011年「写真を仕事にする」ワークショップ、専業がありながら写真撮影を外注せず自身で撮影する兼業写真家を育成する2013年「写真を仕事で使う」ワークショップ、を開く。また若手写真家を対象に自由参加のプレゼンテーション、写真会議主宰。
- 2020年7月5日、同年6月末に離婚が成立したことが明らかになった。なお、子どもの親権は坂井が持つという[2][3]。

## 不祥事
- 2017年8月25日、鈴木心が女優の真木よう子に話をもちかける形で「フォトマガジン出版プロジェクト」を立ち上げ、800万円を目標にクラウドファンディングで制作費集めを開始し、「コミックマーケット93」にて販売する意向を示した。しかしその後クラウドファンディングやコミックマーケットの趣旨を理解していないという批判が噴出、結局、真木は出展の意向を取り下げ自らが無知であったという趣旨の謝罪メッセージを掲載した。鈴木心はコミックマーケットやクラウドファンディングを選んだ理由や経緯を説明した上で、真木よう子やコミックマーケット準備会のスタッフへの説明に不十分な点があったことを謝罪するコメントを出した[4]。

- 2019年12月24日、写真週刊誌FLASHにて妻、坂井真紀と別居状態であること、また（当時）19歳であった大学生のアシスタントカメラマンとの不倫が報じられた[5]。

## 受賞歴
- 2004年 - エプソンカラーイメージングコンテスト藤原新也賞
- 2005年 - エプソンカラーイメージングコンテスト 入選
- 2005年 - 第27回フォックスタルボット賞3席
- 2005年 - キャノン第28回写真新世紀 佳作（森山大道選）
- 2005年 - 第24回ひとつぼ展写真 グランプリ
- 2005年 - ニコンサロンユーナ21出展

## 展示会

### 個展
- 2003年 - In the ruin（米カーネギーメロン大学）
- 2005年 - construction site（新宿ニコンサロン）
- 2008年 - 写真1 (GALLERY SPEAK FOR)
- 2008年 - 写真2 ( g )
- 2008年 - 写真3 (NEWPORT)
- 2009年 - 写真2（青山ブックセンター本店）

### グループ展示
- 2002年 - ディズニーランドスケイプ（盗撮展）
- 2004年 - ソナー（ひとつぼ展）
- 2005年 - サテライト（平遥国際写真フェスティバル）
- 2006年 - タイトルなし（magic mirror 展・京都造形大学）
- 2008年 - 大喜喜展 (ZEL CAFE' GALLERY)
- 2010年 - limkoko 展 (limart)

### 撮影会
- コミックマーケット 『鈴木心写真館』（2014年 - ）

## 出演

### ラジオ
- NIPPON SEKIJUJISHA "GAKUKEN" DREAMERS ACADEMY（J-WAVE）南沢奈央と共同ナビゲーター

## 著書

### 単著
- 『写真』（2008年12月1日、BOOK PEAK）ISBN 4902519046
- 『鈴木心の撮影ノート』（2018年5月30日、玄光社）ISBN 4768309798

### 写真集
- 『わたし 三吉 彩花』（2016年10月21日、文藝春秋）ISBN 4163905480
- 『山本舞香 ファースト写真集 サニー/ムーン』（2018年3月12日、講談社）ISBN 4062210355
- 『小林由依1st写真集「感情の構図」』（2019年3月13日、KADOKAWA）ISBN 4048961764